# パンクラン
パンクラン （Pencran、ブルトン語:Penn-ar-C'hrann）は、フランス、ブルターニュ地域圏、フィニステール県のコミューン。

## 概要
パンクランのブルトン語名Penn-ar-C'hrannは、『一掃された森の終わり』（penは頭や終わりを意味し、krannはCrannouの森から見つけられる）を意味する。パンクランとはかつて教区にあった、プルディリ小教区のあとにできた城の名称である。

## 歴史
アンシャン・レジーム時代、パンクラン教区は第三身分議員として2人の議員を送っていた。彼らはレスネヴァンのセネシャルに対して出された第三身分陳情書（fr）の対応に当たった。
パンクランのシェフ・デュ・ボワ城はレスゲルン家に属し、フランス革命時代には海軍病院に転用された。

## 人口統計
| 1962年 | 1968年 | 1975年 | 1982年 | 1990年 | 1999年 | 2006年 | 2010年 |
| ------ | ------ | ------ | ------ | ------ | ------ | ------ | ------ |
| 470    | 538    | 757    | 1060   | 1182   | 1253   | 1425   | 1770   |

参照元:1999年までEHESS、2000年以降INSEE

## 出身者
- ポール・ル・グエン